# Кауфман Петро Федорович
Петро Федорович фон Кауфман (1784—1849) — російський воєначальник з роду Кауфманів, учасник воєн із Наполеоном, командир 7-ї піхотної дивізії, генерал-лейтенант.

## Біографія
Син австрійського дворянина, вступив на російську службу 1771 року у чині капітана і помер 1793 року.
Народився 1784 року в Могилеві-Подільському. Виховувався в 1-му кадетському корпусі, з якого в 1799 був випущений прапорщиком у В'ятський піхотний полк, і з цим полком брав участь у війнах: з Францією в 1805, 1806–1807 і 1812, 1813-14 роках, і з Туреччиною в 1811—1812 роках, під час яких було тричі поранено.
26 грудня 1821 року він отримав у командування 31-й єгерський полк, із яким брав участь у війні з Туреччиною в 1828—1829 роках, відзначився в бою під Ескі-Арнаутларом, де був поранений; у 1828 призначений комендантом фортеці Варна.
У 1829 Кауфман був призначений командиром Селенгінського піхотного полку, в 1833 — командиром Симбірського єгерського полку. У 1836 році йому було надано в Царстві Польському у спадкове володіння маєток, що приносив дохід у 5000 злотих.
6 лютого 1837 Кауфману було надане звання генерал-майора і призначений командиром спершу 2-ї, потім 1-ї бригади 1-ї піхотної дивізії. У 1847 році йому було надане звання генерал-лейтенанта і призначений командиром 7-ї піхотної дивізії. З нею він взяв участь у війні з угорцями в 1849 році і 13 грудня того ж року помер у Красноставі; виключено зі списків померлим 7 січня 1850 року.

## Родина
Кауфман був одружений з Емілією Іванівною Ватсон. Їхні діти:
- Олександр (1816—1843), підпоручник лейбгвардії Саперного батальйону.
- Костянтин (1818—1882), інженер-генерал, генерал-ад'ютант, Туркестанський генерал-губернатор і командувач військами Туркестанського військового округу.
- Микола (1820—1851), чиновник Управління Новоросійського та Бессарабського генерал-губернатора.
- Михайло (1821—1902), інженер-генерал, генерал-ад'ютант, член Державної Ради.

## Нагороди
За свою службу Кауфман був нагороджений багатьма орденами, серед них:
- Орден Святої Анни 3-го ступеня (з 1815 року — 4-й ступінь) (1812 рік)
- Прусський орден Pour le Mérite
- Орден Святого Георгія 4-го ступеня (13 лютого 1823 року, № 3663 за кавалерським списком Григоровича - Степанова)
- Орден Святої Анни 2-го ступеня (1829 рік)
- Орден Святого Володимира 3-го ступеня (1829 рік)
- Орден Святого Станіслава 2-го ступеня із зіркою (1833 рік)
- Орден Святого Станіслава 1-го ступеня